# Kateřina Cachová
Kateřina Cachová (* 26. Februar 1990 in Ostrava, ČSSR) ist eine tschechische Siebenkämpferin.

## Sportliche Laufbahn
2005 nahm Kateřina Cachová erstmals an einem internationalen Großereignis, den Jugendweltmeisterschaften in Marrakesch, bei denen sie Elfte wurde, teil. 2006 wurde sie bei den Juniorenweltmeisterschaften 15. 2007 sicherte sie sich mit neuer Weltjuniorenjahresbestleistung von 5641 Punkten die Goldmedaille bei den Jugendweltmeisterschaften in ihrer Heimatstadt Ostrava. Zwei Jahre später sicherte sie sich die Silbermedaille bei den Junioreneuropameisterschaften. 2010 erfolgte ihre erste Teilnahme an den Europameisterschaften in Barcelona, die sie auf dem 17. Platz beendete.
2011 gewann sie bei den U23-Europameisterschaften in Ostrava erneut die Silbermedaille. Nur wenige Wochen später gewann sie bei den Weltstudentenspielen die Bronzemedaille und sie qualifizierte sich für die Weltmeisterschaften im südkoreanischen Daegu und wurde dort 21.
Nach mehrjähriger Pause nahm sie 2016 an den Hallenweltmeisterschaften in Portland teil und wurde dort Achte. Bei den Europameisterschaften im Juli 2016 in Amsterdam belegte sie Platz sechs. Mit ihrer Leistung hat sie sich auch für die Olympischen Spiele 2016 in Rio qualifiziert, bei denen sie den 24. Platz belegte. Beim 10. TNT Express Meeting im tschechischen Kladno verbesserte sie ihre Bestmarke um 9 Zähler auf 6337 Punkte und qualifizierte sich damit für die Weltmeisterschaften in London.
Sie ist auch mehrfache tschechische Staatsmeisterin im Siebenkampf, Weitsprung und im 100-Meter-Hürdenlauf.

## Persönliche Bestleistungen
- Siebenkampf: 6337 Punkte, 19. Juni 2017, Kladno

| Disziplin    | Ergebnis    | Punkte |
| ------------ | ----------- | ------ |
| 100 m Hürden | 13,28 s     | 1083   |
| Hochsprung   | 1,68 m      | 830    |
| Kugelstoßen  | 13,17 m     | 739    |
| 200 m        | w 24,24 s   | 958    |
| Weitsprung   | w 6,51 m    | 1010   |
| Speerwurf    | 46,75 m     | 797    |
| 800 m        | 2:13,05 min | 920    |

- Fünfkampf (Halle): 4506 Punkte, 13. Februar 2016, Prag

| Disziplin   | Ergebnis    | Punkte |
| ----------- | ----------- | ------ |
| 60 m Hürden | 8,30 s      | 1061   |
| Hochsprung  | 1,84 m      | 1029   |
| Kugelstoßen | 11,67 m     | 639    |
| Weitsprung  | 6,28 m      | 937    |
| 800 m       | 2:18,78 min | 851    |